# Dasho
Dasho (en dzongkha: ཨ་ཞེ་; Wylie: drag-shos) es un título nobiliario butanés que indica respeto, significando literalmente "Señor". El título se utiliza antes del nombre y es portado por miembros masculinos de la nobleza butanesa y de la familia real. El equivalente femenino es Ashi (dzongkha: དྲག་ཤོས་; Wylie: A-zhe), equivaliendo a "Señora".
Se otorga también este título a los oficiales de alto rango, junto con la kabney roja, por concesión del Druk Gyalpo.

## Título real
Cuando es usado por hijos del rey de Bután, el título Dasho tiene entonces connotación de príncipe y se usa en combinación con el tratamiento de "Su Alteza Real". Los príncipes de Bután no tienen un título propio y usan de esta manera el más genérico Dasho, distinguiéndose por el contexto. A veces esto genera confusión entre extranjeros, por lo que para evitar malentendidos las fuentes butanesas usan a menudo términos híbridos como "príncipe Dasho" o "princesa Ashi".
Es un caso similar al que ocurre en Marruecos ("príncipe Moulay" y "princesa Lalla").
Los yernos de los soberanos también reciben este tratamiento desde el matrimonio, así como los hijos varones de éstos desde su nacimiento, pero en estos casos no van precedidos del estilo Su Alteza Real, sino Su Excelencia.